# عین جاسر
عین جاسر (به عربی: عین جاسر) یک شهرداری در الجزایر است که در استان باتنه واقع شده‌است.